# Дроле, Жан-Армель
Жан-Армель Дроле (фр. Jean-Armel Drolé; 18 августа 1997 года, Абиджан) — ивуарийский футболист, играющий на позиции нападающего. Ныне выступает за клуб «Лас-Пальмас».

## Клубная карьера
Жан-Армель Дроле начинал свою карьеру футболиста в клубе итальянской Серии B «Перуджа». В начале 2017 года он был отдан в аренду турецкому «Антальяспору». 30 апреля того же года Дроле дебютировал в турецкой Суперлиге, выйдя на замену в гостевой игре с «Аданаспором». Спустя месяц ивуариец забил свой первый гол на высшем уровне, открыв счёт в первом тайме домашнего поединке против «Газиантепспора». Во втором тайме он ещё забил, тем самым оформив дубль.
Летом 2017 года Жан-Армель Дроле заключил с «Антальяспором» полноценный контракт, а с сентября того же года на правах аренды играет за команду Первой лиги «Умраниеспор».